# K&N Engineering

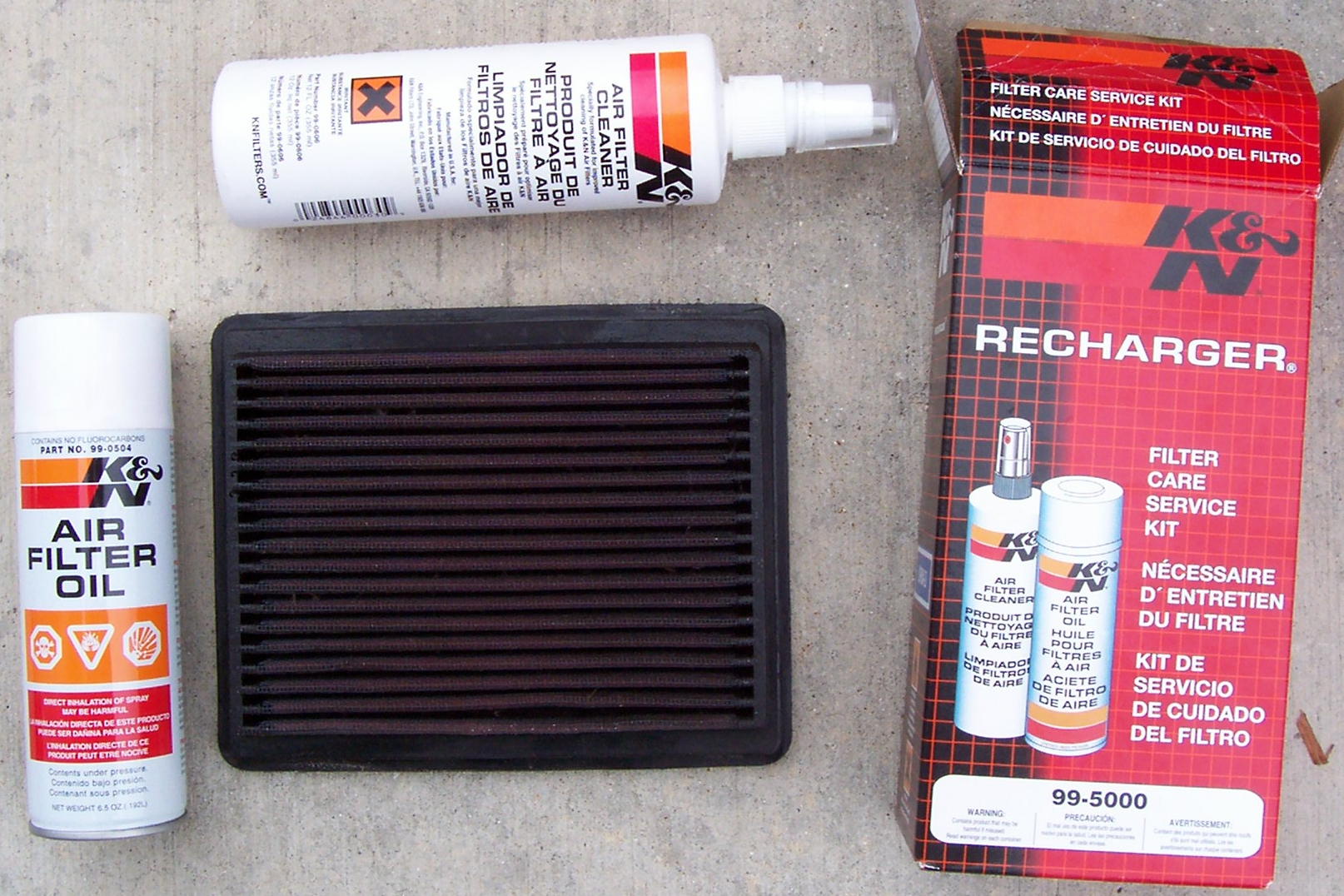
Повітряний фільтр K&N (центр) і комплект для догляду

K & N Engineering, Inc (також відомий просто як " K & N ") є виробником повітряних фільтрів, холодних систем впуску повітря, масляних фільтрів, частин та інших супутніх товарів.  K&N виробляє більше 12000 деталей для різних марок і моделей автомобілів, вантажних автомобілів, позашляховиків, мотоциклів, квадроциклів, промислового устаткування і багато іншого. Заснований у 1969 році, штаб-квартира компанії K&N розташована в Ріверсайді, штат Каліфорнія, в комплексі з 10 будівель, що займають майже 400 000 квадратних футів.  Компанія K&N також працює в Англії, Нідерландах і Китаї.  
K&N був заснований Кеном Джонсоном і Нормом Макдональдом в 1969 р  Назва K&N походить від перших букв імен засновників. Johnson та McDonald продавали мотоцикли і запчастини до них та підтримує фабричну ралійну команду K&N. Незабаром повітряні фільтри стали основним напрямком діяльності компанії. Наприкінці 1980-х років компанія K&N запровадила комплект для всмоктування повітря, який замінив заводську повітряну коробку і повітряний фільтр. Компанія K&N також випустила лінійку масляних фільтрів зі штампованим шестигранником, щоб прийняти стандартний ключ для встановлення та видалення. K&N брав дуже активну участь у змаганні та мотоспорті, включаючи NASCAR Pro Series East and Wes  та the King of the West 410 Sprint Car Series.  У лютому 2002 року, K & N увійшли в 24-годинну гонку Daytona, куди компанія запросила водія Джой Скаралло . 
Звинувачення K&N до їхніх повітряних фільтрів були предметом деяких суперечок, а тести третьої сторони виявили, що фільтри з марлі K&N менш ефективні і дозволяють більше забруднення в двигуні, ніж паперові фільтри на фабричному устаткуванні, і вони стають все більш обмежувальними, оскільки вони покриті частинками. 